# Justiční akademie
Justiční akademie v Kroměříži vznikla na základě zákona o soudech a soudcích jako instituce resortu spravedlnosti pro vzdělávání soudců a státních zástupců a dalších zaměstnanců resortu justice. Justiční akademie je členem Evropské justiční vzdělávací sítě v rámci Evropské unie a vzdělávací sítě justice v rámci Rady Evropy.

## Historie
Původně působila zejména ve Stráži pod Ralskem a také v Praze a v Kroměříži. V Kroměříži navíc již od roku 1995 působila Justiční škola určená pro vzdělávání vyšších soudních úředníků, proto v roce 2005 došlo díky iniciativě tehdejšího poslance Zdeňka Koudelky k určení jejího sídla do Kroměříže, kde k ní byla zmíněná Justiční škola připojena. Tím vznikla jediná instituce pro vzdělávání všech civilních zaměstnanců justice (vedle zvláštního vzdělávání určeného pro ozbrojenou složku justice v Institutu vzdělávání Vězeňské služby).

## Struktura
V čele Justiční akademie stojí ředitel, jmenovaný ministrem spravedlnosti, a rada o 15 členech. Předsedu rady, místopředsedu a dalších sedm členů jmenuje také ministr spravedlnosti, po dvou členech pak jmenují předsedové Nejvyššího soudu, Nejvyššího správního soudu a nejvyšší státní zástupce. Od roku 2008 do ledna 2011 byla ředitelkou bývalá ministryně spravedlnosti JUDr. Daniela Kovářová, poté až do května 2014 Mgr. et Mgr. Jan Petrov, LL.M., kterého nahradil Mgr. Filip Glotzmann. Roku 2018 se ředitelkou stala Mgr. Ludmila Vodáková.
Vzdělávací akce Justiční akademie se uskutečňují kromě Kroměříže i v regionálních učebnách v Praze, Českých Budějovicích, Hradci Králové, Litoměřicích, Plzni, Brně, Olomouci a Ostravě.

## Budova
Hlavní budova Justiční akademie byla postavena v letech 1875–1877 stavitelem Janem Aulegkem podle návrhu Gustava Meretty a patří k nejvýznamnějším novorenesančním stavbám na Moravě. V Ústředním seznamu kulturních památek České republiky je budova vedena pod číslem 31743 / 7-6009. Umělecká výzdoba je dílem kroměřížského sochaře Antonína Tomáše Becka. V nikách jsou umístěny dekorativní vázy a alegorické postavy znázorňující vědu, architekturu, sochařství a malířství. Čtyři sochy v průčelí zpodobňují pedagoga a vědce Jana Amose Komenského, Ferdinanda Stoličku – kroměřížského rodáka, významného geologa a cestovatele, dále rakouského hvězdáře Josefa Johanna von Littrow a vynálezce lodního šroubu Josefa Ressla. Medailóny zdobí reliéfní portréty sochaře Antonia Canovy a malíře, sochaře a stavitele Michelangela Buonarrotiho. Ve dvoře jsou dochovány zbytky městských hradeb.
Ve své historii postupně sloužila následujícím vzdělávacím institucím:
- 1877–1919 Německá vyšší reálka
- 1919–1948 Učitelský ústav
- 1948–1960 Střední dívčí škola
- 1960–1994 IV. základní škola Dukelských hrdinů
- od 1994 Justiční škola/akademie

V letech 1994–1996 byla budova rekonstruována pro potřeby Justiční školy; slavnostní otevření proběhlo 29. května 1996.

## Fotogalerie
Sochy na průčelí hlavní budovy

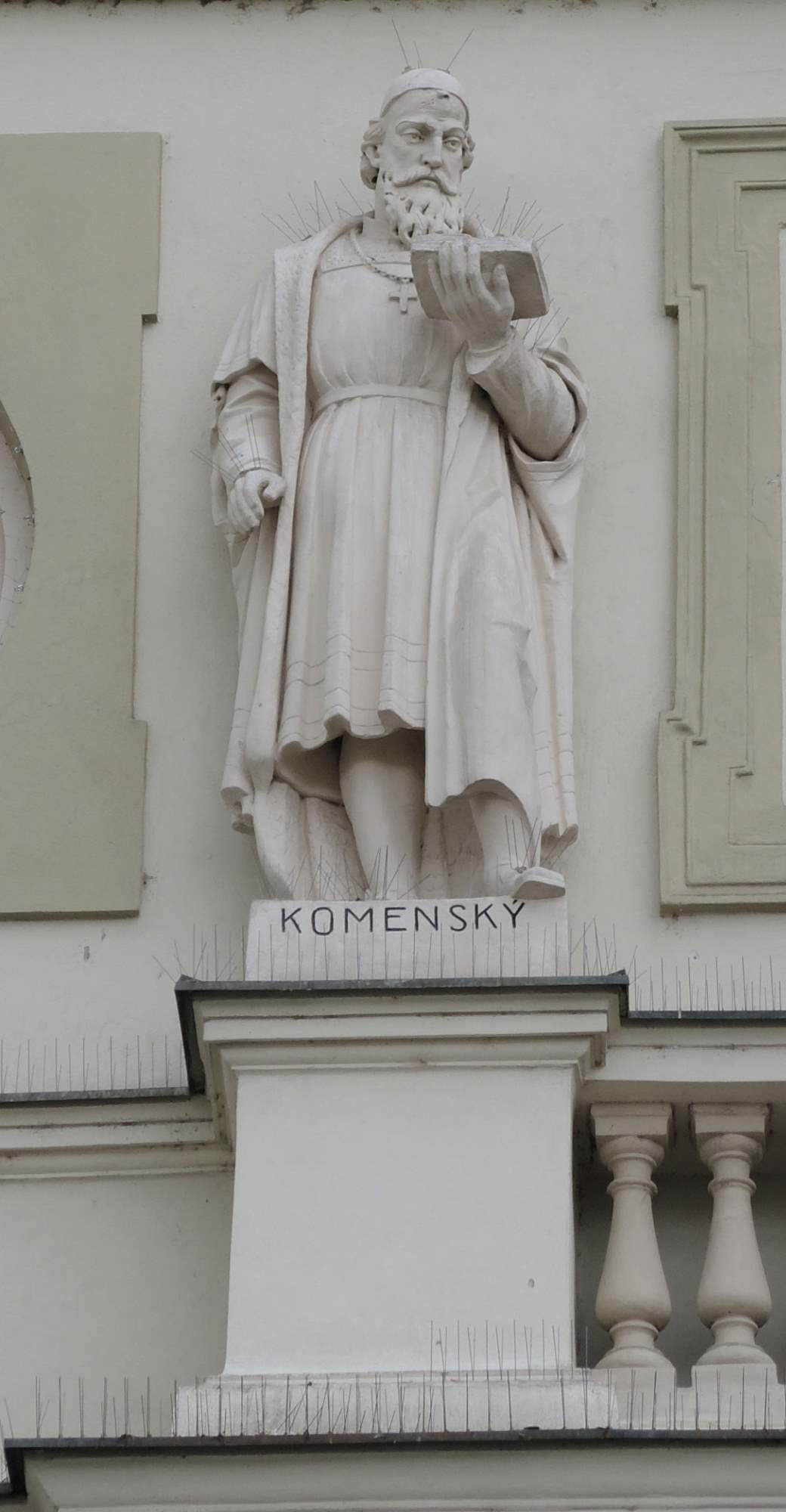
Jan Amos Komenský
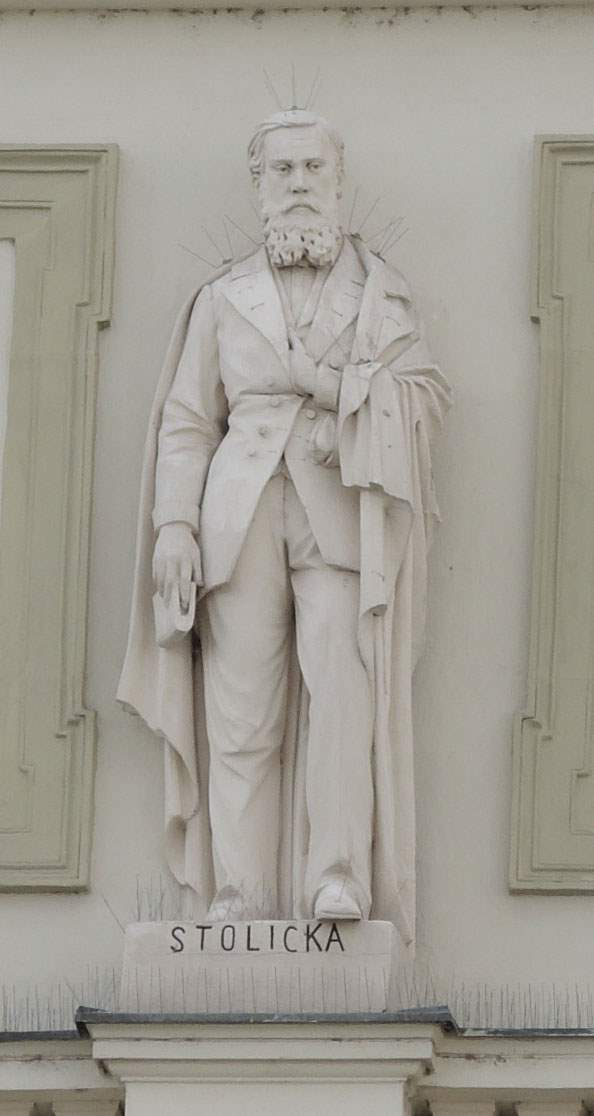
Ferdinand Stolička
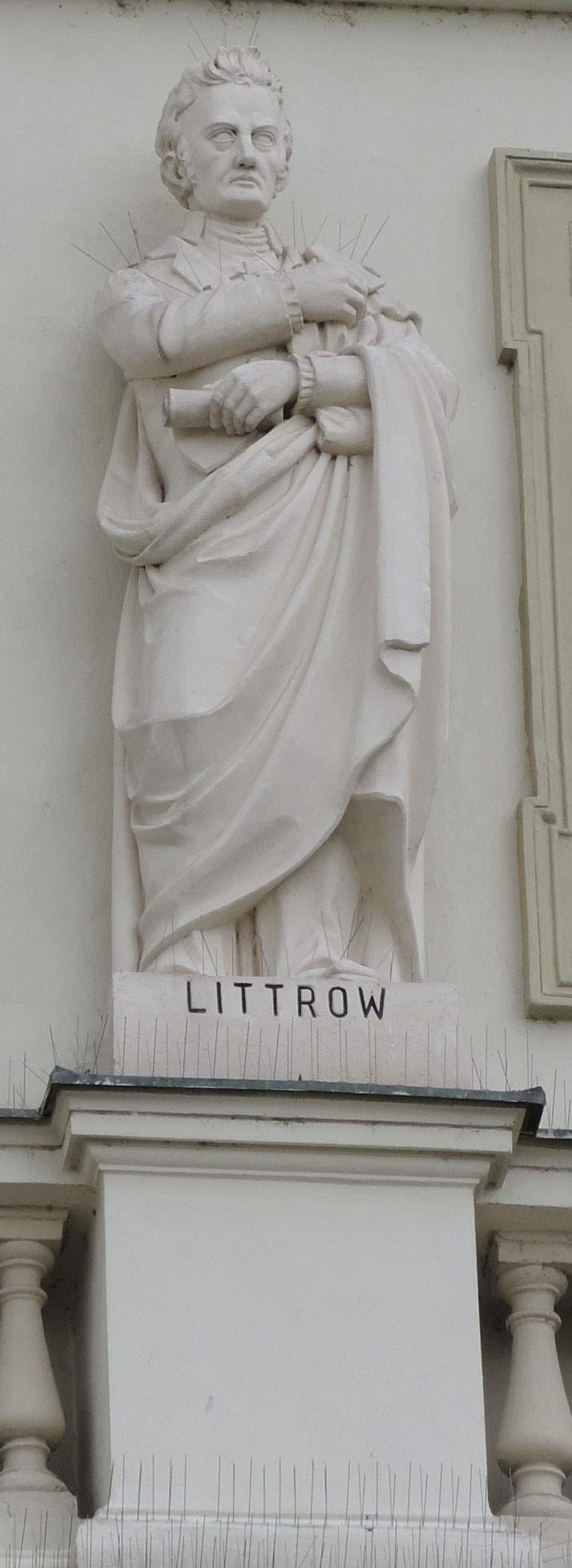
Joseph Johann von Littrow
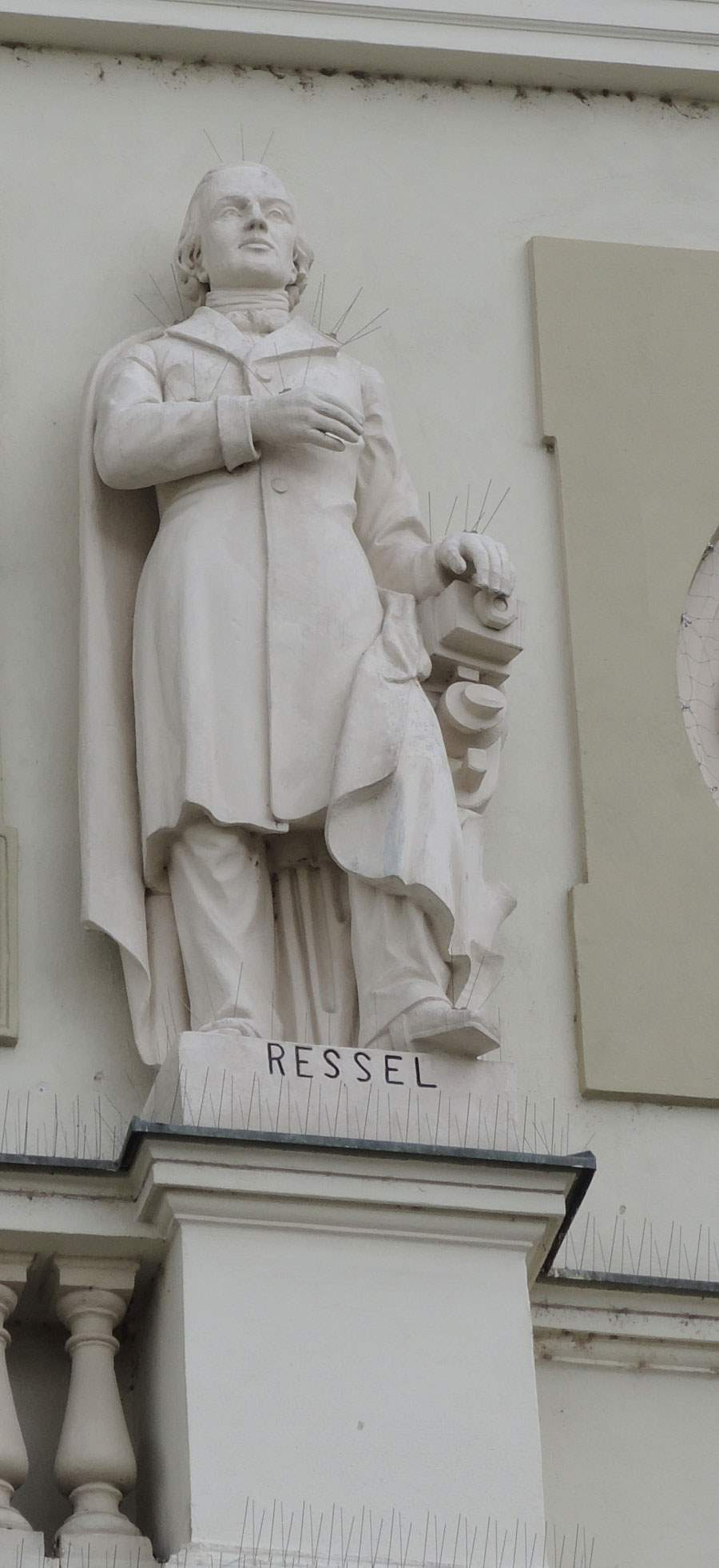
Josef Ressel

Alegorické postavy v nikách
personifikace Vědy, Architektury, Sochařství a Malířství

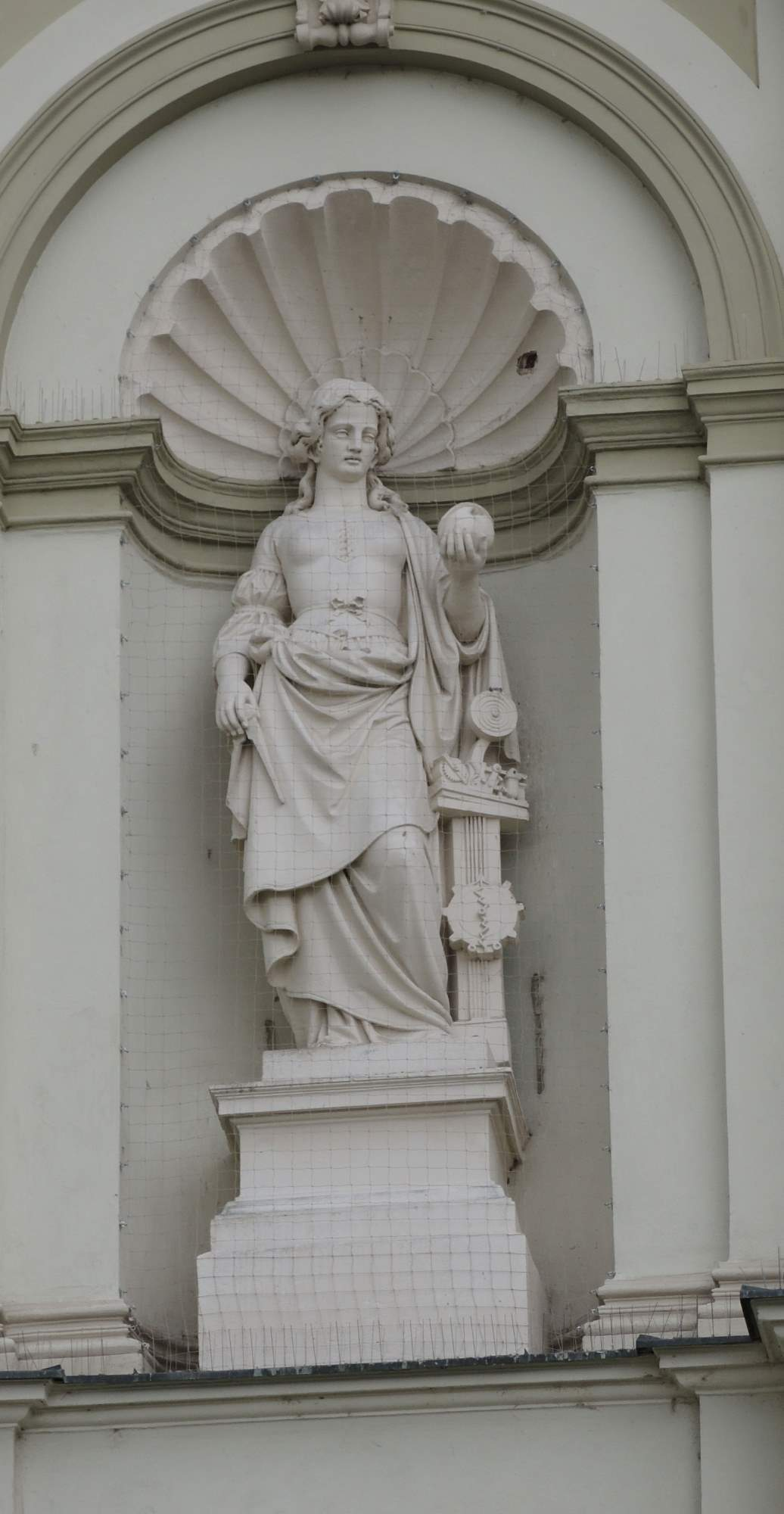
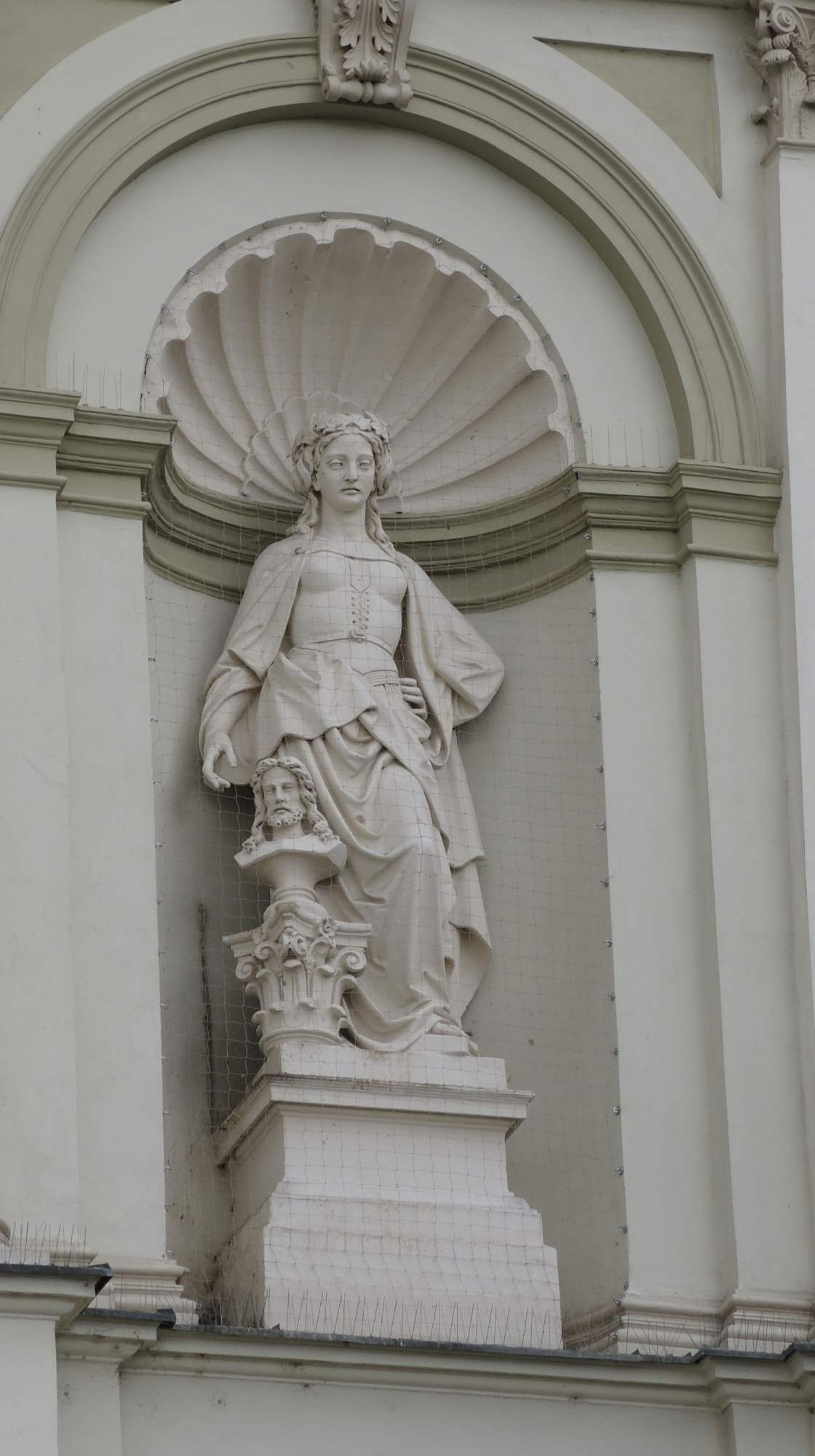
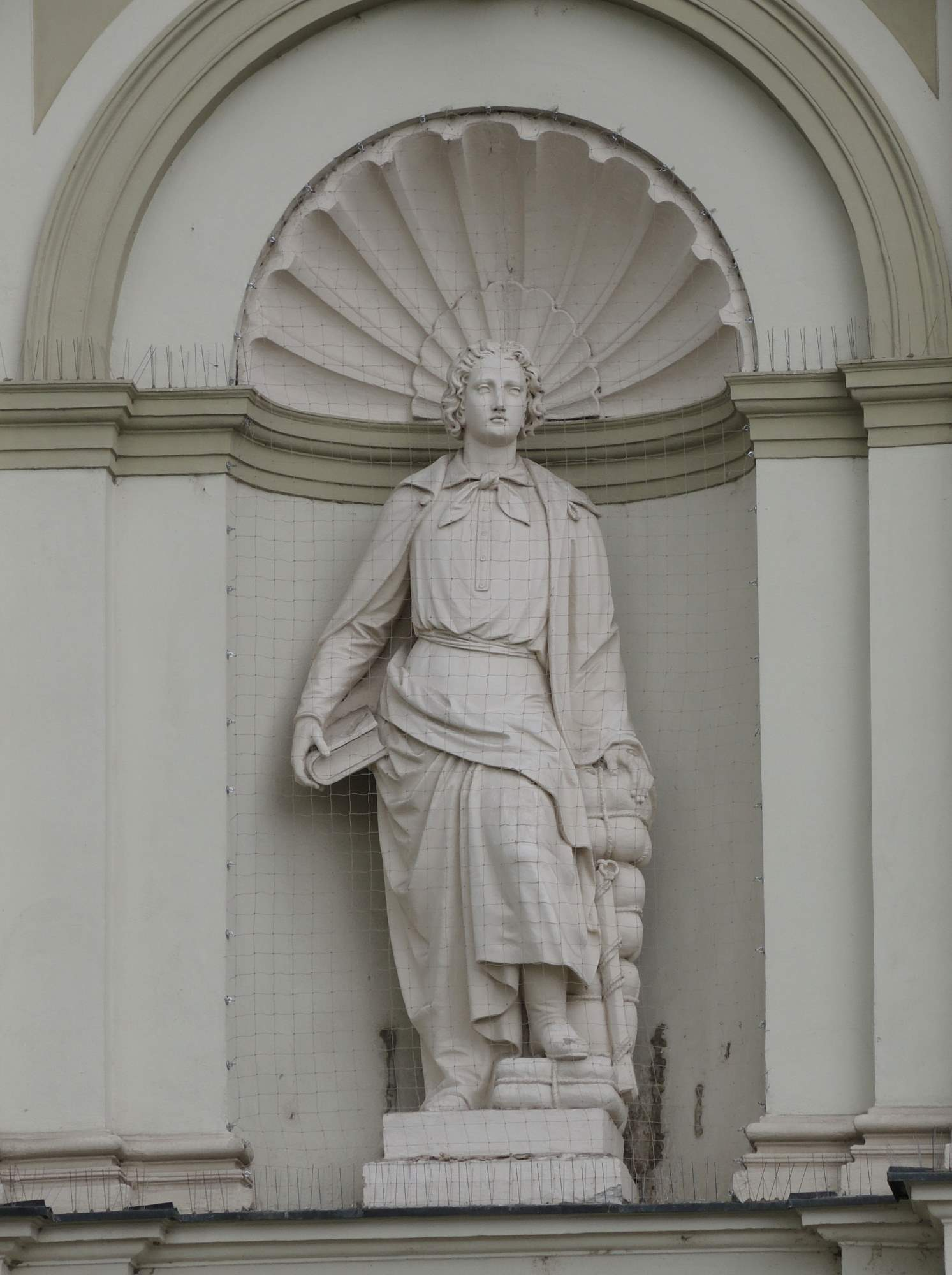
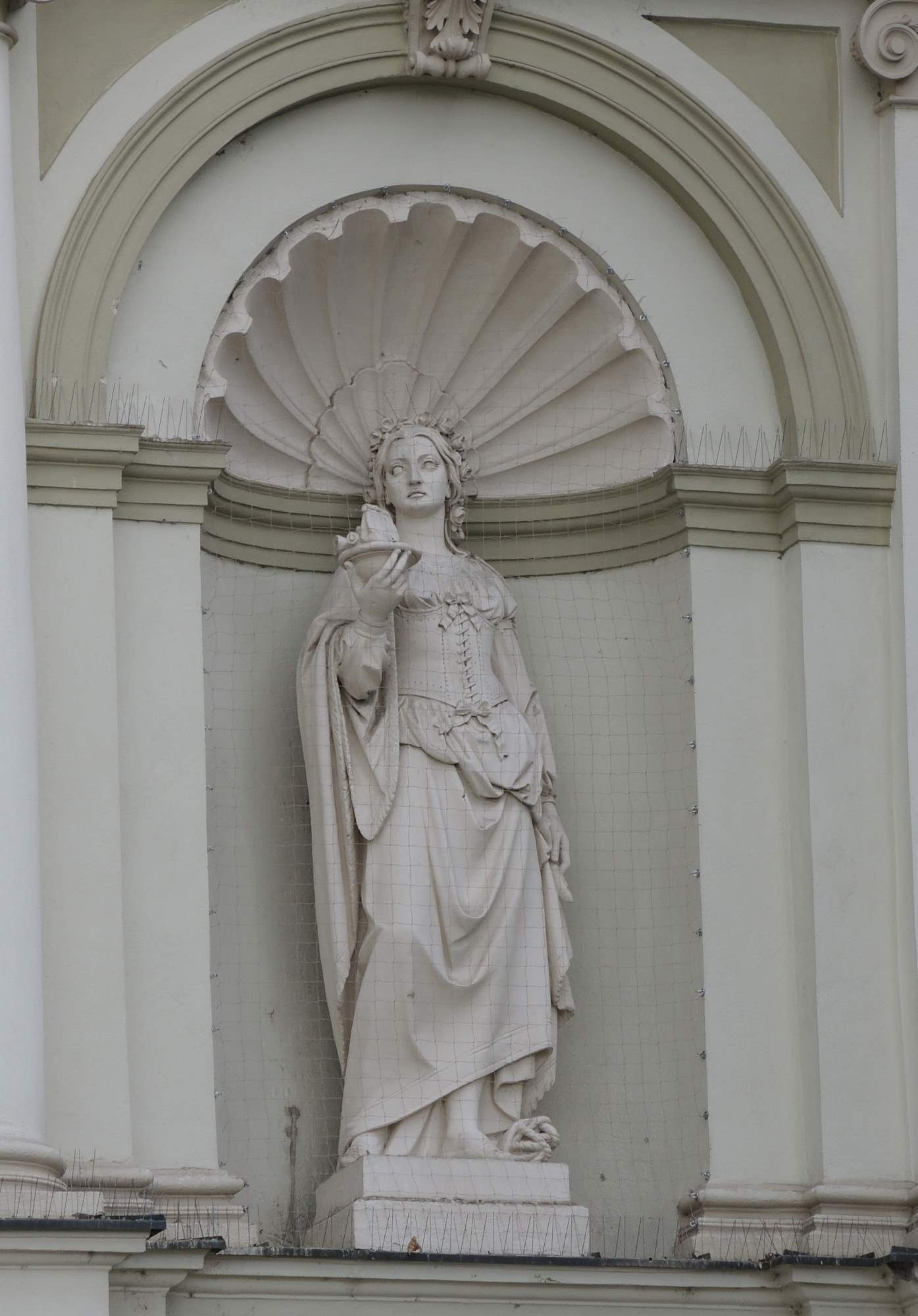

Reliéfní portréty

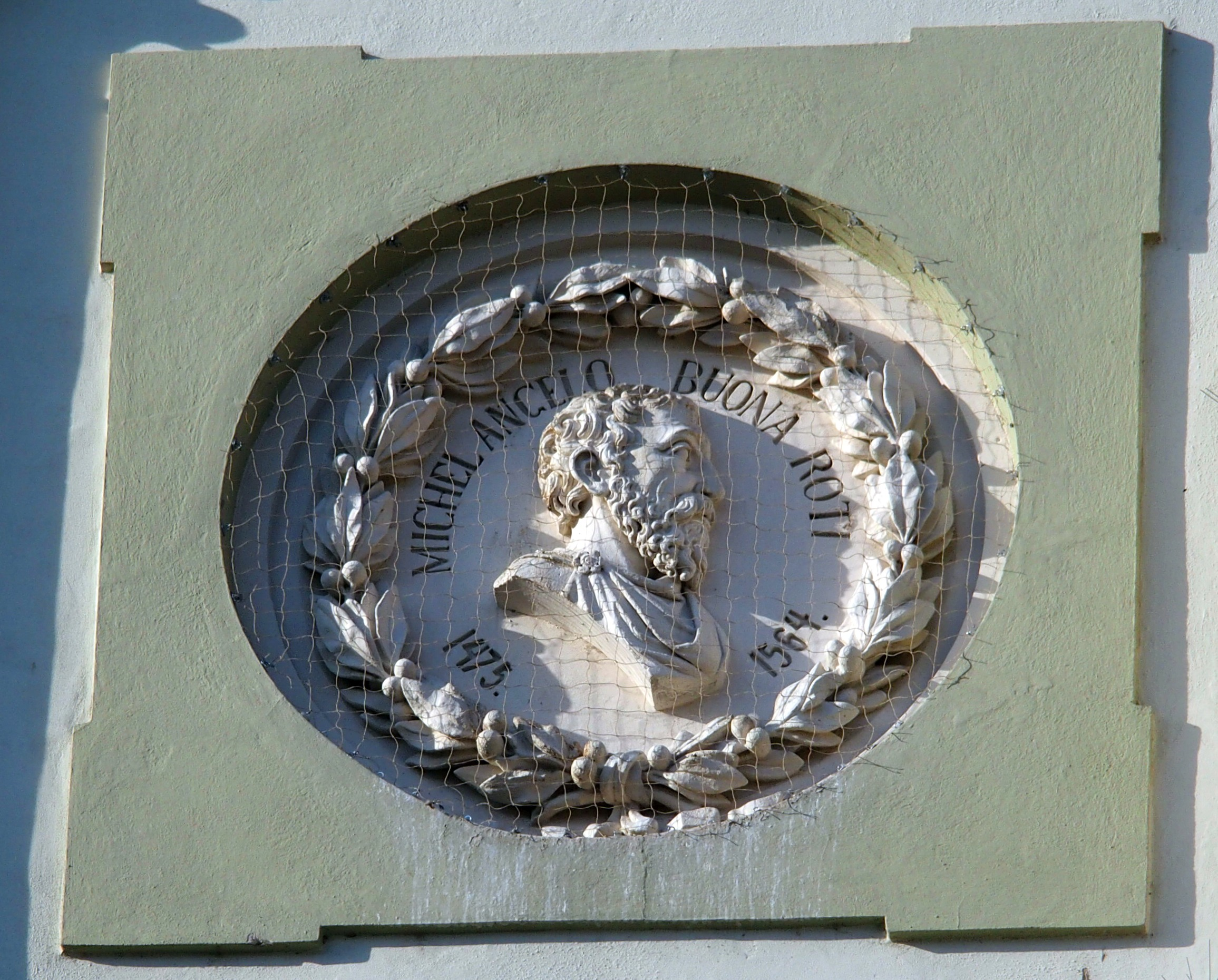
Michelangelo Buonarroti
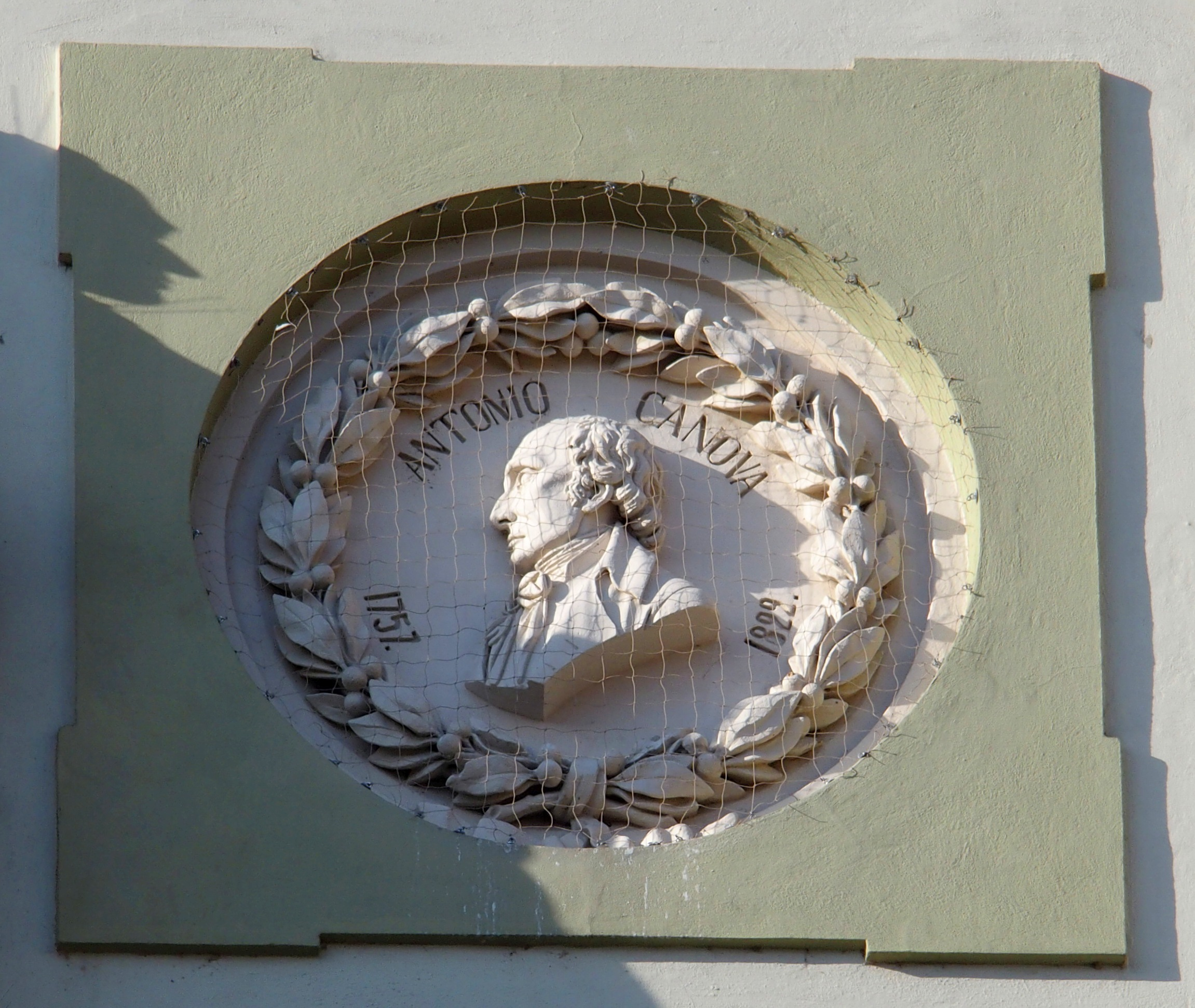
Antonio Canova

Další budovy

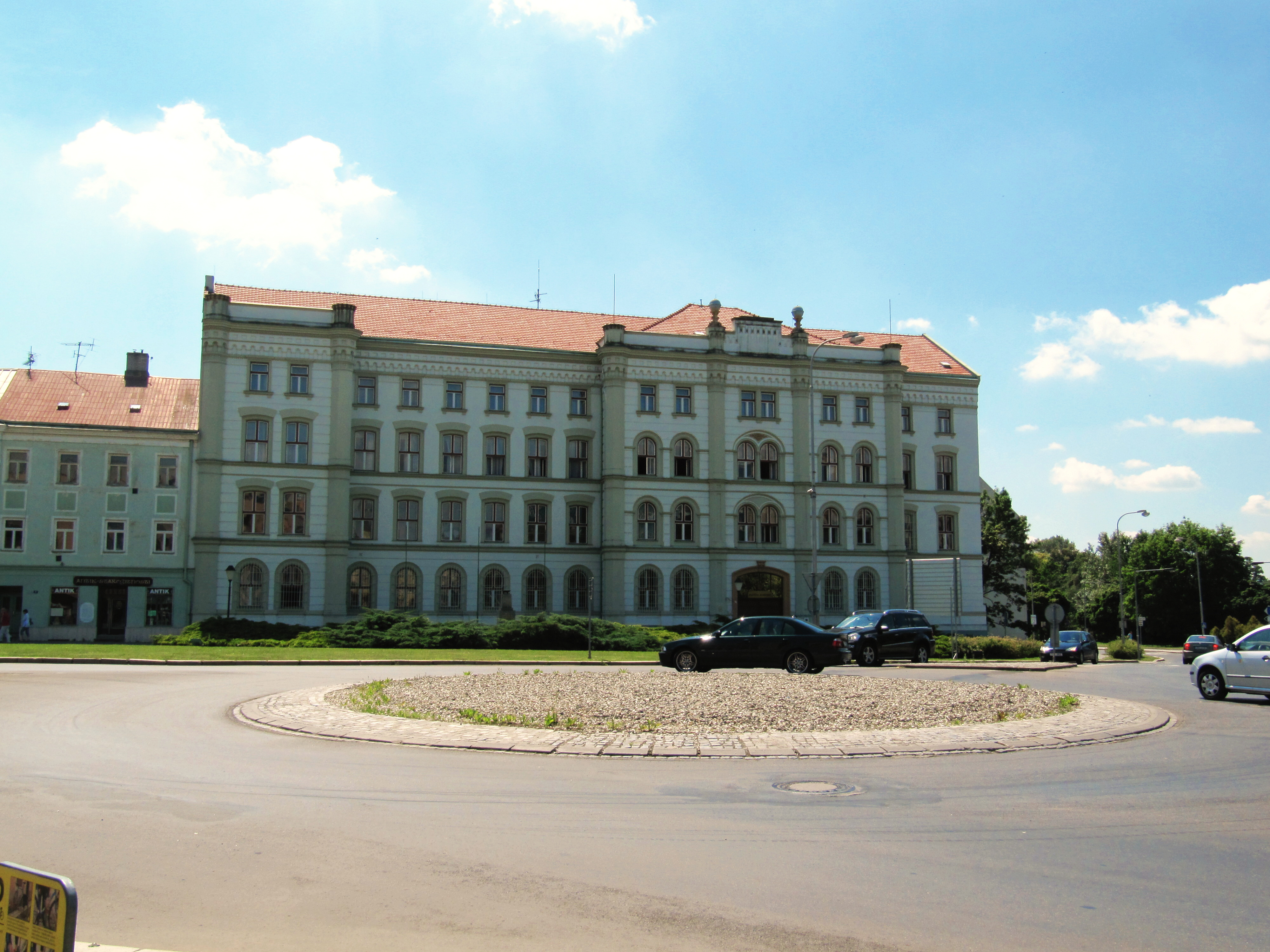
Budova B, nám. Míru 517
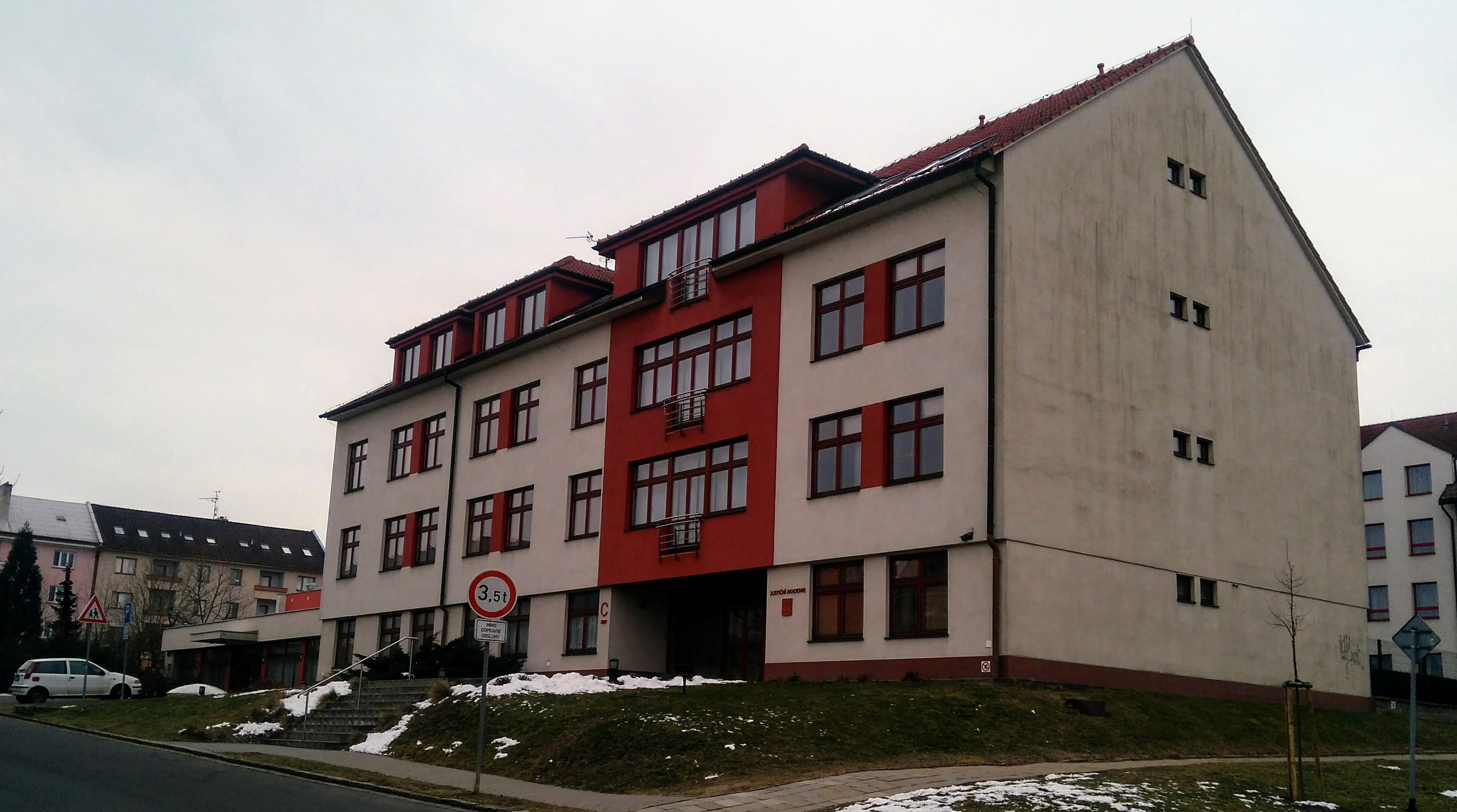
Budova C, Smetanova 3921
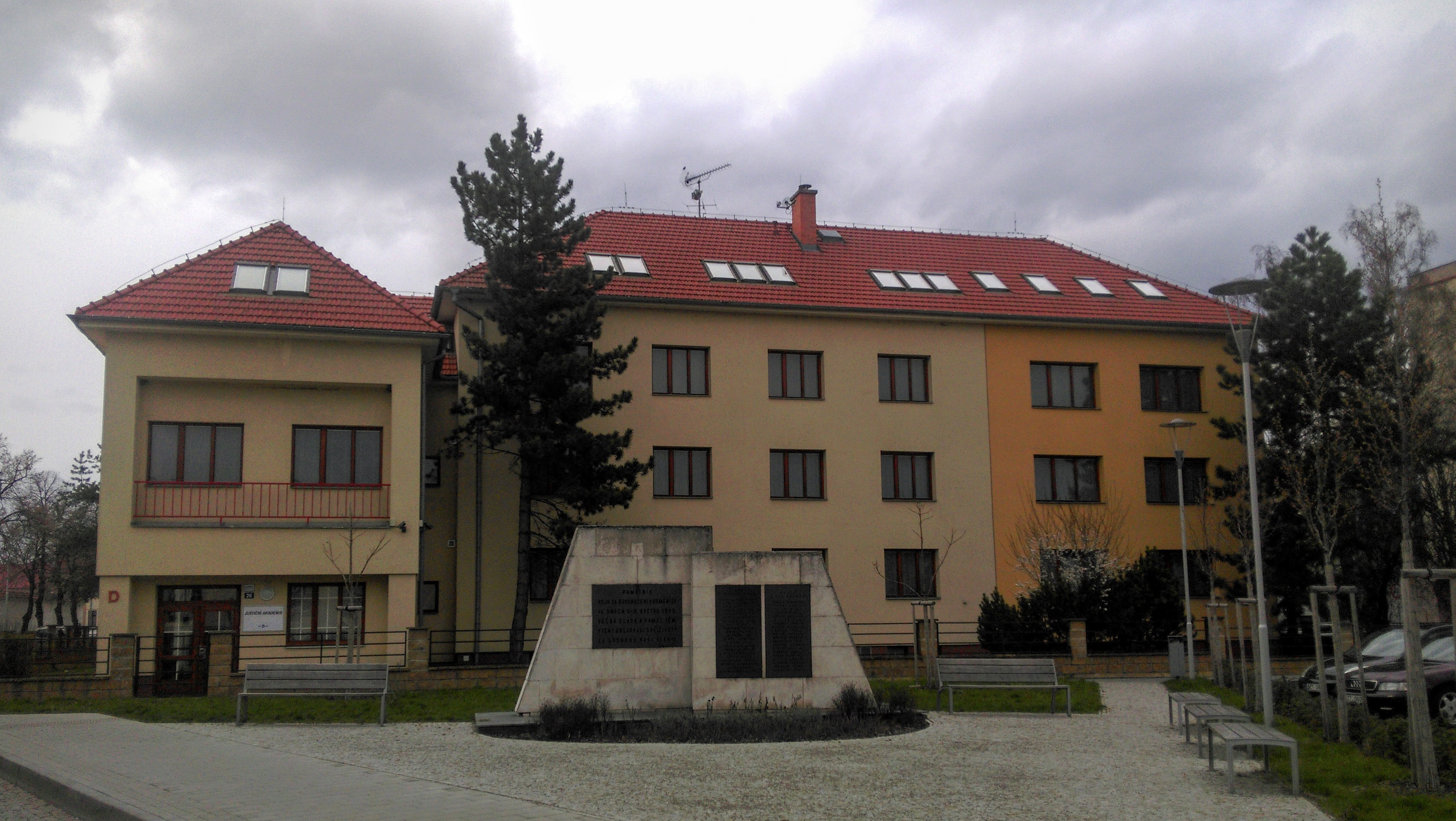
Budova D, tř. Gen. Svobody 2771
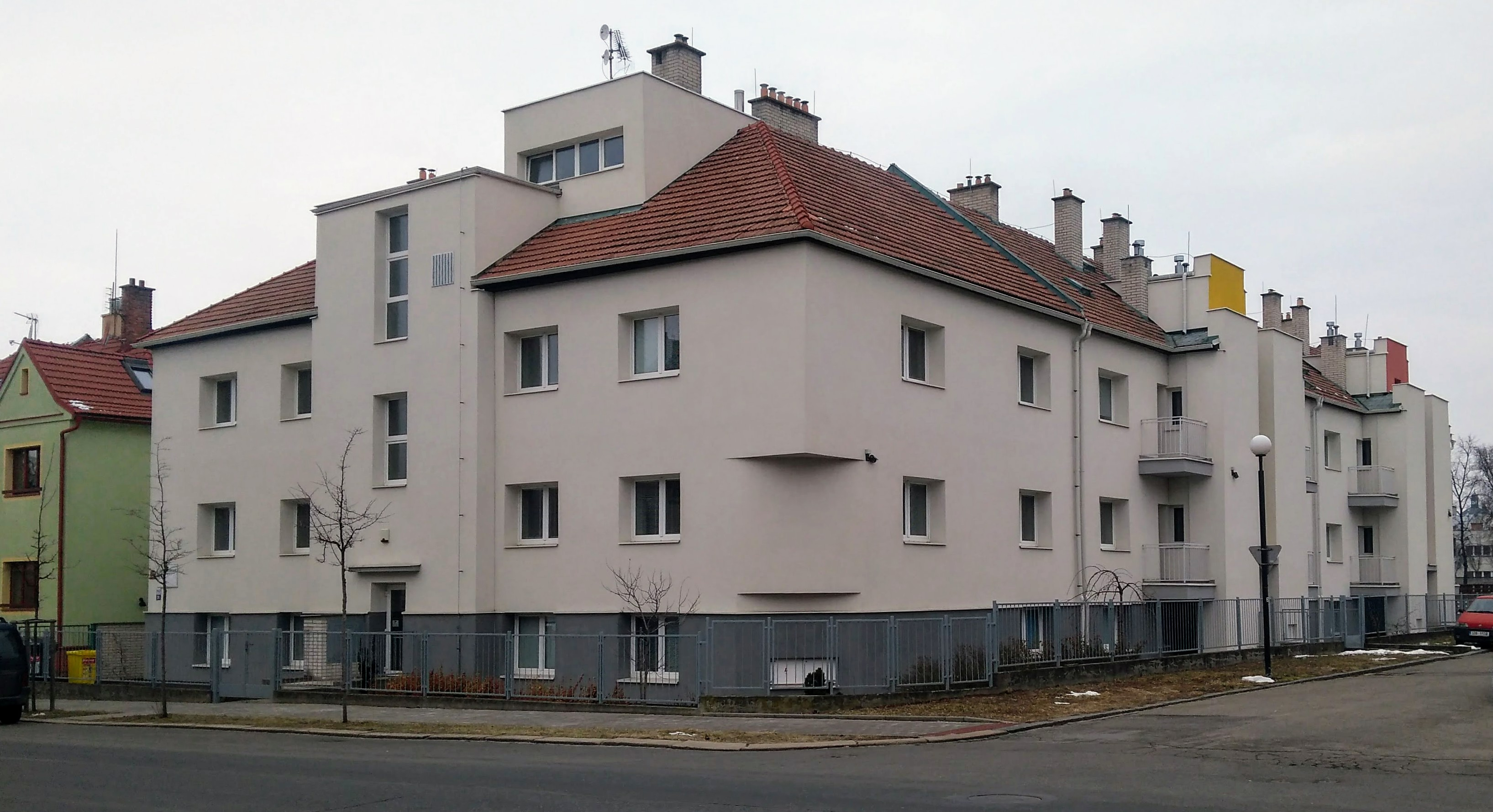
Budova E, Jiráskova 952